# Стогодишњи рат
Стогодишњи рат  (1337—1453) представља серију конфликата између Енглеске и Француске, а у каснијој фази и Бургундије.
Рат се углавном водио у Француској и имао је карактер и француског грађанског рата и међународног рата.
Рат је историјски значајан по увођењу нових оружја и нових тактика. Показало се да треба напустити стари систем феудалних армија у којима је доминирала тешка коњица.
Први пут у средњем веку појављују се прве стајаће војске у Западној Европи. Мењају се улоге племића и сељака. Тај рат се сматра једним од најзначајнијих у средњовековној историји.

## Рани поводи (911—1314)
Каролиншки владар Карло III Прости допушта Викинзима 911. да се населе у Нормандији. Викинзи познати као Нормани предвођени Вилијамом Освајачем (војвода нормандијски) освајају Енглеску 1066. Вилијам Освајач постаје краљ Енглеске. 
Англо-Нормани су владали Нормандијом и Енглеском преко 150 година. Они 1216. губе већину територија у Француској.
Енглески племићи XIV века су углавном били потомци Англо-Нормана, још увек су говорили верзију француског језика и памтили су да су њихови дедови владали Нормандијом. Међутим сањали су да опет владају њиховом домовином Нормандијом. То је била богата земља, па би њеним освајањем и Енглеска постала богатија.

## Пред рат (1314—1337)
Династија Капет је владала Француском 320 година. То је била најдужа континуирана династија у средњовековној Европи. Када је умро 1314. Филип IV Лепи остала су му три мушка наследника: Луј X, Филип V Високи и Карло IV Лепи.
Најстарији син Луј X релативно рано умире 1316. и оставља сина, који умире исте године, те ћерку Јовану II од Наваре. Средњи син Филип V Високи пушта гласине да Јована од Наваре није ћерка од Луја X, него је последица мајчине невере. Филип V Високи умире 1322, па на власт долази најмлађи син Карло IV Лепи.
Карло IV Лепи води кратки рат 1324. са енглеским краљем Едвардом II. Највећи догађај тога рата је била енглеска опсада тврђаве Ла Реоле на реци Гароњи. Енглеска војска се предала, а после рата Енглеска остаје у поседу само Бордоа и малог појаса уз обалу. Енглеска дипломатија је била заузета питањем како повратити изгубљене територије.
Због пораза у рату ствара се јака опозиција енглеском краљу.

### Династија Капет остаје без мушких наследника
Краљ Француске и Наваре Карло IV Лепи умире 1328, без мушког наследника и тиме ствара велику кризу. Династија Капета је изложена опасности потпуног гашења и нестајања.

#### Енглези сматрају да је њихов краљ наследник француске круне преко Изабеле Француске
У Енглеској је живела Изабела Француска, сестра француског краља Карла IV Лепог и супруга енглеског краља Едварда II. Она је контролисала енглеско краљевство. Присилила је свог слабог супруга краља Едварда II да абдицира у корист сина Едварда III. Тиме је млади Едвард III фактички био једини мушки наследник династије Капета. По енглеској интерпретацији феудалних закона Едвард III треба постати енглески краљ.

#### Француско племство има други принцип за избор краља
Француско племство не жели да им влада странац, а посебно не енглески краљ. Француско племство је тврдило да наследство ко ће бити краљ може да иде само кроз непрекинуту мушку линију, а Едвард III је био наследник преко мајке Изабеле Француске, дакле прекидала се мушка линија. Тај принцип је познат као Салијски закон, јер потиче од Салијских Франака. Млађи брат Филипа IV је био Карл Валоа, а он је имао сина Филипа Валоа (Филип VI Валоа).
Француско племство по правилу мушке линије сматра да Филип Валоа (Филип VI Валоа) треба бити краљ.

#### Едвард III одустаје од претензија на престо у замену за Гаскоњу
Енглези су контролисали Гаскоњу, а то је данас југозапад Француске. Те територије су биле остатак некад великих територија у Француској. Гаскоња је производила со и вино и била је профитабилна за енглеско племство. Гаскоња је била посебан феуд од француске круне, који није био територија Енглеске. Филип VI Валоа зато тражи да буде признат као суверен у Гаскоњи, а Едвард III жели с друге стране да поврати изгубљене територије.
Компромис из 1329. године није задовољавао ниједну страну. Међутим Едвард се суочавао са проблемима код куће, па 1331. прихвата Филипа VI као краља Француске и одустаје од полагања права на француски трон. Тачније Едвард III добија Гаскоњу у замену за признање да је Филип VI легитимни краљ Француске.

#### Филип VI Валоа захтева Гаскоњу и тиме почиње рат
Едвард III креће 1333. у рат против шкотског краља Давида II и тиме почиње Други рат за независност Шкотске. Филип VI Валоа то сматра добром приликом да поново захтева Гаскоњу. Шкотски краљ Давид II је поражен и побегао је 1333. у Француску. Филип VI прави планове да заузме Гаскоњу и да поврати Давида II на шкотски престо. Отворена непријатељства настају када француски бродови почињу нападе на насеља на Ламаншу. Филип VI захтева Гаскоњу цитирајући феудални закон, а Едвард III одговара да је он легитимни краљ Француске. На дан свих светих 1337. проглашава се рат.

## Почетак рата (1337—1370)
Рат се може поделити у 4 фазе:
- фаза енглеског успеха под Едвардом III 1337—1360.
- Французи су успешни и скоро избацују Енглезе 1360—1400.
- велике енглеске победе под Хенријем V 1400—1429.
- уједињена Француска под Валоа краљевима 1429—1453.

Кад је почео рат Француза је било 14 милиона, а Енглеза 2 милиона. Осим тога Француска је имала највише витезова у Европи, а били су и најбоље обучени.
У почетку је Едвард III имао савезнике из Фландрије и Холандије, али након неуспеха, та коалиција се распада 1340. Велики трошкови одржања војске ван територија Енглеске и плаћања страних витезова доводе Енглеску до банкротства.
На мору Француска је била неко време супериорнија, тако да су разорили неколико градова на енглеској обали. Међутим један покушај да спречи искрцавање Енглеза претвара се у битку. Француска флота је уништена 1340. у бици код Слија, па од тада Енглези доминирају Ламаншом и спречавају француске инвазије.
Током 1341. конфликт око наследства војводства Бретање претвара се у Рат за бретонско наслеђе. У том рату Енглеска и Француска подржавају супротстављене претенденте, а рат се ту одвија неколико година, при чему градови неколико пута прелазе из руке у руку. Рат у Гаскоњи исто тако се води променљивом срећом за обе стране.

#### Тежак пораз француских витезова у бици код Кресија
У јулу 1346. Едвард III се искрцава у Нормандији и одлучује да крене према северу и да уништава успут. Сматрао је да не може држати територију. Филип VI Валоа је кренуо са великом војском да га заустави. Развија се велика битка код Кресија 1346. Много већа француска војска је нападала енглеске и велшке стрелце. Сви француски напади су одбијени са тешким губицима на француској страни. Енглески врло дуги лукови показали су се као разарајуће оружје, јер су пробијали скоро све оклопе. Енглеска војска је комбиновала стрелце врло дугих лукова са другим професионалним оружаним формацијама. Битка код Кресија била је тежак пораз за Французе, а позната је и због тога што представља почетак краја витезова и почетак модерних концепата ратовања.
Едвард III је наставио без отпора према северу, где опседа Кале, кога и заузима 1347. године. Исте године Енглези побеђују Шкоте и заробљавају краља Давида II, па тиме смањују шкотску опасност.

#### Појава куге 1348.
Куга је харала целом Европом 1348. па је и Енглеска спречена да финансира или води рат. Кугу су тада звали Црна Смрт. У Француској умире Филип VI Валоа, а на власт долази краљ Јован II Добри.
У Бретањи су се наставили спорадични сукоби као витешка Битка Тридесеторице 1351, у којој је 30 француских витезова победило 30 енглеских витезова. У складу са традицијом Французи су тражили откуп за побеђене противнике.
После Црне смрти (куге) Енглеска је успела да се финансијски опорави.

#### Заробљен француски краљ Јован II Добри у бици код Поатјеа
Син Едварда III Едвард Црни Принц започео је инвазију из Гаскоње 1356. и побеђује у бици код Поатјеа. Енглески стрелци понављају исту тактику као у бици код Кресија. Гаскоњски племић Каптал де Бух је предводио напад са стране, у коме заробљава новог француског краља Јована II Доброг и много племића.
Јован II Добри потписује мир са Едвардом, а у његовом одсуству власт се распада. Одредили су да откуп за краља Јована II Доброг буде 2 милиона тадашњих новчаних јединица, а Јован II Добри сматра да он вреди много више, па откупна цена постаје 4 милиона.

#### Други Лондонски споразум 1356.
Склапа се Други Лондонски споразум 1356, по коме чланови краљевске породице Валоа треба да буду таоци у Лондону, док се не исплати 4 милиона откупа. Краљ Јован II Добри се може вратити за то време да скупи откуп.
Француска је по споразуму добила Аквитанију, велико југозападно подручје Француске са градовима Бордо и Поатје.
Краљевски таоци су били слободни да се крећу около, па су побегли у Француску. Јован II Добри је био „добар“ и витешки краљ па се сам враћа у Енглеску, јер је држао до своје речи и части. Јован Добри је умро у Енглеској као заробљеник 1364, а Енглези су му мртвом указали велику почаст витешком церемонијом.

#### Сељачка побуна у Француској 1358.
У Француској избија 1358. побуна сељака Жакерија. Избија делом због осиромашења сељака током рата, а делом због мржње према локалном племству. Почели су у Бовеу, северно од Париза, па су се раширили. Уништили су многе дворце и побили су много племића, али су сами били поражени крајем лета.
Едвард III напада Француску, надајући се да ће искористити незадовољство и домоћи се трона. Међутим упркос слабом француском отпору не успева да освоји ни Париз ни Ремс. Склапа се споразум у Бретањи 1360. по коме се Едвард III одриче француског трона, али повећава енглеску територију у Аквитанији, а и Кале постаје енглески. У ствари Едвард се никад не одриче француског трона, а Шарл V Мудри ће му одузети територије чим постане краљ.
Пола француских вазала постали су енглески савезници, што је била очита предност уједињене Енглеске против разједињене Француске пуне вазалних територија.

## Француска победа под Карлом V Мудрим (1370—1400)
Током владавине Шарла V Мудрог Енглеска се константно повлачи. Иако у Бретањи побеђује енглески кандидат за престо Иван V Бретањски, Француска не трпи штету јер се Иван V Бретањски мири са Французима, а бретањски командант Бертран ди Геклен прелази на страну Карла Мудрог и постаје један од најбољих француских генерала.
Едвард Црни Принц је заузет ратом у Шпанији од 1366. Енрике II од Кастиље долази на власт 1370. свргавајући рођаке Едварда Црног Принца. Осим тога Енрике II Кастиљски проглашава рат Енглеској и Португалу.

#### Црни принц
Едвард Црни Принц је био најбољи командант тога доба и као велики иноватор у техници ратовања и као командант одбране Аквитаније. Бољи је био од свих француских команданата. Међутим, само после две године рата у Француској, разрешавају га дужности, делом због финансијских проблема, јер је увукао Енглеску у велики дуг, делом због бруталности, посебно у опсади Лиможа 1370, а делом захваљујући старости.

#### Бертран ди Геклен и успешна фабијанска тактика француске војске
Црни Принц је разрешен дужности па је Французима много лакше.
Од 1370. Французи успевају на много места да потисну Енглезе избегавајући велике одлучне битке. Француска је била исувише велика да би је неко лако освојио и држао. Што би Енглези више освојили требало им је више војске за држање запоседнутог и тиме би им се смањивала ударна моћ.
Бертран ди Геклен је до своје смрти 1380. тако освајао град за градом Аквитаније, укључујући Поатје 1372. и Бержерак 1377. Бертран ди Геклен је саветовао Карла V Мудрог да избегава битке са Енглезима, а сам је био веома успешан у фабијанској тактици. Борио се само у две велике битке и обе је изгубио и био заробљен.
Бертран ди Геклен је имао и среће јер су енглески команданти након Црног Принца били више заинтересовани за своје послове ван Француске. Енглески одговор на фабијанску тактику били су разарајући војни походи, али пошто нису успевали да навуку Бертрана ди Геклена у отворену битку, нису остваривали своје циљеве.

#### Енглески поморски пораз
Кастиљска и француска флота наносе врло тежак пораз енглеској морнарици у бици код Ла Рошела 1372.
То утиче на смањење енглеске трговине и снабдевања, погоршавајући иначе тешку финансијску ситуацију Енглеске.
Црни Принц умире 1376, а краљ Едвард III 1377, па малолетни Ричард II постаје краљ.

## Енглеске победе под Хенријем V (1400—1429)
Хенрик IV је планирао походе на Француску, али није успео, јер је кратко владао.

#### Грађански рат у Француској
У Француској влада Шарл VI Луди, који једног момента полуди, па је избио сукоб ко ће владати у име неурачунљивог краља. Његов рођак Јован II од Бургундије и брат Луј Орлеански се боре и у том сукобу убијен је Луј Орлеански. Породица Армањак даље се бори против Јована II Бургундијског. Обе стране у грађанском рату позивају 1410. Енглезе да им помогну.
Породица Армањак нуди 1414. енглеском краљу Хенрију V да ће вратити Енглеској границе из 1369. у замену за подршку у грађанском рату. Међутим Хенрик V тражи границе из XIII века.

#### Битка код Азенкура
Хенријева армија се искрцала 13. августа 1415. године у северној Француској и опсела луку Харфлер. Опсада је трајала дуже него што је очекивано. Град се предао 22. септембра, али га енглеска армија није напустила до 8. октобра. Погодно време за поход се ближило крају и енглеска армија је претрпела многе губитке због болести. Хенри V је одлучио да премести већину своје армије (отприлике 9000 војника) до луке Кале, јединог енглеског утврђења у северној Француској, где би она могла да се поново снабде свим што је потребно за наставак похода наредне године.
Док је трајала опсада Харфлера, Французи су успели да сакупе велику феудалну војску коју је Д'Албре умешно распоредио између Харфлера и Калеа, подражавајући енглеске маневре дуж реке Соме, онемогућавајући им да стигну до Калеа без упуштања у већи сукоб. Крајњи резултат је био тај да је Д'Албре натерао Хенрија да се упусти у битку код Азенкура коју је, с обзиром на стање његове армије, требало да избегне.
Енглези су имали 3 до 6 пута мање војника, али опет побеђују. Французи су претрпели катастрофалан пораз изгубивши велики број војника.

#### Хенрик V осваја велики део Француске
После једне копнене и поморске победе над Французима током 1416, Хенрик V заузима велики део Нормандије укључујући и Руан 1419. и тиме враћајући Нормандију под енглеску власт после 200 година. Хенрик V прави савез са Јованом II од Бургундијем. Јован II од Бургундије заузима Париз 1418. и убија противника Армањака. Енглеска војска уништава из заседе 1420. велику француско-шкотску војску 30 km од Ламанша.

#### Хенрик V постаје регент Француске и наследник француског престола
Французи су били поражени и морали су да прихвате неминовност.
Уговором у Троју (1420) Хенрик V прихваћен је од стране Француза као регент и наследник француског престола. Ово је потврђено његовим браком са Катарином Валоа, ћерком краља Карла VI Лудог. Истовремено се Карло VII Победник, син Карла VI Лудог лишава престола. Француска скупштина је потврдила тај уговор.
Хенрик V умире 1422. само два месеца пре Карла VI Лудог. После смрти Карла VI Лудог, Хенрик VI постаје краљ и Француске и Енглеске.

#### Победе Енглеза
После смрти Хенрија V Енглези су наставили са победама. Француско-шкотска војска је поражена 1423. у бици код Кравана.
Много већа Француско-шкотска армија од 16.000 војника поражена је 1424. од англо-бургундијске војске од 9.000 војника. Скоро сви Шкоти су изгинули у тој бици код Вернеја. И после те битке нема више значајнијег шкотског доприноса.
Томас Ремпстон са 600 војника успева 1426. године да растера преко 10.000 Француза, који су га опседали.

## Победоносна Француска 1429—1453.

#### Јованка Орлеанка
Енглези поново улазе у рат 1428. и опседају Орлеан. Нису имали довољно снага да заузму град, али и француске снаге су пасивне и ништа не чине да се реше опсаде. Јованка Орлеанка успева да наговори Карла VII Победника да је пошаље у Орлеан.
Тврдила је да је добила божје визије и да јој божји глас говори да протера Енглезе. Она је успела да подигне морал француске војске у Орлеану, тако да је присилила Енглезе да одустану од опсаде.
Инспирисани Јованком Орлеанком, Французи заузимају неколико јаких енглеских упоришта у Лоари. После тога 8.000 француских војника у Патају побеђује 3.000 Енглеза. То је била прва велика француска копнена победа. То отвара пут за Карла VII да оде у Ремс на крунисање за краља.
Јованку Орлеанку хватају Бургундинци 1430. и предају је Енглезима, који је убијају. Престало је француско напредовање и долази до преговора.

#### Бургундија мења страну
Филип III од Бургундије мења страну 1435. и прелази на страну Француза. Потписује се споразум у Арасу и Париз је враћен француском краљу. Бургундија је желела да се шири у смеру Холандије.

#### Модернизација француске војске и државе
Карло VII Победник почиње са реорганизацијом војске и власти. Модернизује француску војску, тако што замењује феудално регрутовање професионалном стајаћом војском. Осим тога централизује француску државу.
Енглези су и даље били тактички супериорнији. Џон Талбот, који се специјализовао за брзе нападе, победио је у око 40 битака Французе. Енглези су били супериорнији у биткама. Французи зато понављају тактику избегавања великих битака, а с друге стране враћају град по град, јер Енглези нису могли да држе под контролом тако велику земљу.
Французи заузимају Руан 1449, а Шербур, Бордо и Бајон 1451. Талбот је покушао да поврати под енглеску контролу Гаскоњу, али поражен је топовима у бици код Кастијона 1453. То је била последња битка Стогодишњег рата и прва битка у Европи у којој су топови одлучили исход битке.

## Значај
Током стогодишњег рата начин ратовања и оружја су се битно изменила. После овог рата више не вреди традиционални средњовековни начин ратовања.
Француска је имала 4 до 5 пута више становника, тако да је изгледало чудно зашто се рат толико одужио.
Енглеска је била уједињена земља и поседовала је бољи финансијски систем од Француске. Енглеско вођство је због велшких и шкотских ратова створило добре концепте вођења рата. Едвард III је битно унапредио систем регрутовања, замењујући феудалну армију армијом плаћеном за походе ван земље. Поставили би се капетани, који би регрутовали војнике за своје јединице за одређени период. Тиме је Енглеска добила плаћену професионалну армију за ратове ван земље. То се показало много бољим од феудалне војске.
Француско витештво се заснивало на примату витеза, чији циљ је био оборити противничког витеза и онда тражити откуп.
Тактика Едварда III је била побити што више непријатеља. Енглески врло дуги лукови са стрелама показали су се као разарајуће оружје, јер су пробијали скоро све оклопе. Енглеске војске су комбиновале стрелце врло дугих лукова са другим оружаним формацијама. Та комбинација показивала се кобна за противничке француске, шкотске, велшке и фламанске војске. Често се дешавало да противник заврши са хиљадама што мртвих, што рањених, док би Енглези завршавали са врло малим жртвама.

#### Величина Француске
Величина Француске спречавала је дугу или трајну окупацију. Енглези су имали нерешив проблем. Што би више заузели територије требало им је више гарнизона. То је умањивало ударну моћ енглеске војске. Током опсаде Орлеана енглеска војска око Орлеана имала је само 5.000 војника, што је било мање од оних које је опседала. Французима је само мало требало да поврате самопоуздање и исход је постао неминован.
Даље је крај савеза са Бургундијом значио крај енглеских напора у Француској, иако су у биткама били непобедиви.
Рат је разорио Француску, али је пробудио француски национализам. Стогодишњи рат је убрзао процес трансформације Француске из феудалне монархије у централизовану државу.

#### Оружја
Много новог оружја се појавило током стогодишњег рата. Најпознатији је велшки (или енглески) врло дуги лук. Док су Енглези користили њихов познати дуги лук који је имао велики домет и стрелце који су га вешто и брзо користили, Французи су користили самостреле који су имали мањи домет и спорије су се стреле испаљивале али је могло да пробије тврђе оклопе него што су могле стреле испаљене из дугог лука. Али смртоносност тих оружја није била само одређена њеним статистикама већ и људима који су руковали њима. То нису била нова оружја али су чинила значајну улогу у овом дуготрајном и мукотрпном рату. Барут, пушке и топови играју значајну улогу од 1375. Последња битка Стогодишњег рата, битка код Кастијона представља први сукоб у историји Европе, где је артиљерија одлучила победника.

### Рат и друштво
Последица појаве нових оружја значи да племство више није одлучујући фактор рата. Сељаци наоружани врло дугим луком или ватреним оружјем могу доћи до моћи и престижа, прије резервисаног само за витезове, који носе оружје.

#### Стајаће војске
Састав војски се мења. Раније су то били феудалци, вазали, које би звали у војску њихови феудални господари, а који су могли и да се не одазову. Сад то постају војске плаћених војника.
При крају рата и Француска и Енглеска су могле да скупе довољно новца опорезивањем, да су створиле стајаће војске. То је било први пут у средњем веку, да се ствара стајаћа војска. Стајаћа војска, не само да је бранила краљевство од спољашњих напада, него је и штитила краља од унутрашњих претњи. То је био велики корак према новим облицима монархија и нација и тиме се разбија средњовековни ред.

#### Крај витезова
Код Француза је било битно да се ратује и да се умре на највитешкији могући начин. Витештво је било пиједестал. Енглези су заговарали да борба није витешка, јер противника има више, па се зато боре невитешки препуштајући прљави посао Велшанима. Французима је требало дуго времена док се нису почели борити мање витешки.

### Енглези су полагали право на Француску круну све до 1801.
После стогодишњег рата Енглези су стално полагали право на француски трон, тако да су енглески краљеви све до 1801. године носили поред осталог титулу краљева Француске.